# Leptura dimorpha
Leptura dimorpha är en skalbaggsart som beskrevs av Bates 1873. Leptura dimorpha ingår i släktet Leptura och familjen långhorningar. Inga underarter finns listade i Catalogue of Life.